# Gemischte finite Elemente
Gemischte finite Elemente sind eine Variante der  Methode der finiten Elemente  zur Diskretisierung von Variationsgleichungen mit Nebenbedingungen. Ein klassisches Beispiel sind die in der Strömungsmechanik fundamentalen Stokes-Gleichungen (siehe Navier-Stokes-Gleichungen)
{\displaystyle -\triangle u-\nabla p=f,\quad {\rm {div}}\,\,u=\nabla \cdot u=0,}
bei denen das zentrale Problem darin besteht, wie man die Nebenbedingung der Divergenzfreiheit des Geschwindigkeitsvektors {\displaystyle u} diskretisiert.
Ein anderes Beispiel ist die biharmonische Gleichung der Ordnung 4, bei der man für eine konforme FEM komplizierte stetig differenzierbare finite Elemente verwenden muss, bei einer gemischten FEM aber Standardelemente für Probleme zweiter Ordnung verwenden kann.

## Die schwache Formulierung des Stokes-Problems
Betrachtet wird das Stokes-Problem in einem zweidimensionalen Gebiet  {\displaystyle \Omega } (den dreidimensionalen Fall behandelt man analog). Dann ist  {\displaystyle u} ein zweidimensionaler Geschwindigkeitsvektor,  {\displaystyle p}  der Druck und gesucht sind  {\displaystyle (u,p)} mit
{\displaystyle -\triangle u-\nabla p=f\quad {\rm {in}}\,\,\Omega ,\quad {\rm {div}}\,\,u=0\quad {\rm {in}}\,\,\Omega ,\quad u=0\quad {\rm {auf}}\,\,\partial \Omega .}
Der Druck ist nur bis auf eine additive Konstante bestimmt. Man wählt nun für {\displaystyle u} und {\displaystyle p} sowie die entsprechenden Testfunktionen {\displaystyle v} und {\displaystyle q} die Räume {\displaystyle X=(H_{0}^{1}(\Omega ))^{2}} bzw. {\displaystyle M=\{q\in L_{2}(\Omega ):\int _{\Omega }q=0\}}.
Für {\displaystyle v\in H_{0}^{1}} und {\displaystyle q\in H^{1}} liefert die Greensche Formel
{\displaystyle -\int _{\Omega }v\,\nabla q=\int _{\Omega }({\rm {div}}\,v)\,q.}
Das führt zu folgender schwachen Formulierung: Gesucht wird {\displaystyle (u,p)\in X\times M} mit
{\displaystyle a(u,v)+b(v,p)=(f,v)\,\,\forall v\in X,\quad \quad b(u,p)=0\,\,\forall p\in M.}
Dabei sind die beiden Bilinearformen gegeben durch
{\displaystyle a(u,v)=\int _{\Omega }\sum _{ij}{\frac {\partial u_{i}}{\partial x_{j}}}{\frac {\partial v_{i}}{\partial x_{j}}}\quad \quad {\rm {und}}\quad b(v,q)=\int _{\Omega }({\rm {div}}\,v)\,q\quad .}

## Gemischte FEM
Allgemein diskretisiert man mit gemischten FEM Probleme der folgenden Art:
Gesucht wird {\displaystyle (u,\lambda )\in X\times M} mit
{\displaystyle a(u,v)+b(v,\lambda )=(f,v)\,\,\forall v\in X,\quad \quad b(u,\mu )=0\,\,\forall \mu \in M.}
Man wählt nun Finite-Elemente Räume {\displaystyle X_{h}\subset X} und {\displaystyle M_{h}\subset M} und diskretisiert:
Gesucht wird  eine Näherungslösung {\displaystyle (u_{h},\lambda _{h})\in X_{h}\times M_{h}} mit
{\displaystyle a(u_{h},v_{h})+b(v_{h},\lambda _{h})=(f,v_{h})\,\,\forall v_{h}\in X_{h},\quad \quad b(u_{h},\mu _{h})=0\,\,\forall \mu _{h}\in M_{h}.}
Oft, z. B. für das Stokes-Problem, kann man die beiden Finiten-Elemente-Räume nicht unabhängig voneinander wählen, diese Wahl  ist die kritische Frage bei den gemischten Elementen.
Wenn man wie bei der Fehlerabschätzung für die Finite-Element-Methode zunächst die Elliptizität der Bilinearform  {\displaystyle a} voraussetzt, so kommt bei der Fundierung der gemischten Methode noch eine komplizierte Bedingung hinzu, die inf-sup-Bedingung oder LBB-Bedingung (nach Ladyshenskaya, Babuska und Brezzi). Diese lautet für das diskrete Problem: Es gibt eine Konstante {\displaystyle \beta >0}, so dass gilt
{\displaystyle \sup _{v\in X_{h}}{\frac {b(v,\lambda _{h})}{||v||}}\geq \beta ||\lambda _{h}||\quad \forall \quad \lambda _{h}\in M_{h}.}
Sind diese beiden Bedingungen erfüllt, kann man wie in Fehlerabschätzung für die Finite-Element-Methode auch Fehlerabschätzungen für gemischte FEM herleiten. Die erfüllte inf-sup-Bedingung sichert zudem die Stabilität des diskreten Problems.

## Konkrete Elemente für das Stokes-Problem
In der Strömungsmechanik wurden für das beliebte {\displaystyle (Q_{1})^{2}/P_{0}}-Element (bilineare Elemente für die Geschwindigkeit, stückweise konstanter Druck) Instabilitäten beobachtet, die lange keine Erklärung fanden. In der Tat ist bei dieser Wahl des Raumpaares die inf-sup-Bedingung nicht erfüllt.
In der Literatur, z. B. im Buch von Ganesan und Tobiska, findet man Beispiele von Raumpaaren, die die inf-sup-Bedingung erfüllen. Deren Nachweis ist aber keinesfalls einfach. Ein bekanntes stabiles (die inf-sup-Bedingung erfüllendes) Element ist das Taylor-Hood-Element  {\displaystyle (P_{2})^{2}/P_{1}}, also quadratische Elemente für die Geschwindigkeit, lineare für den Druck. Dies kann man verallgemeinern zu  {\displaystyle (P_{k})^{2}/P_{k-1}} mit {\displaystyle k\geq 2.}
Es ist nicht notwendig, den Druck stetig zu approximieren. Unstetige Elemente für den Druck sind beliebt, weil z. B. Massenerhaltung leichter zu realisieren ist als mit stetigen Elementen. Die  {\displaystyle (P_{k})^{2}/P_{k-1}^{disc}}  Elemente sind aber auf allgemeinen Gittern instabil, deswegen erweitert man den Raum zur Approximation der Geschwindigkeit ein wenig, siehe Ganesan und Tobiska.